# Kalahumoku I.
Kalahumoku I. (Kalahuimoku) bio je havajski plemić, princ otoka Molokaija na drevnim Havajima. Bio je i vladar Hāne, iz dinastije Pili.
Njegov otac je bio kralj Havaja (Hawaiʻi), Kanipahu. (Dinastija Pili bila je zapravo ogranak dinastije Paumakue.) Kalahumoku je bio povezan s kraljevima otoka Mauija.
Njegova majka je bila princeza Hualani od Molokaija. 
Njegov je brat bio princ Kanaloa, otac kralja Kalape.
Kanipahua je svrgnuo Kamaiole, koji bi vjerojatno dao ubiti Kanalou i Kalahumokua, no njih su dvojica odgojeni daleko od dvora. Kalahumoku je postao kralj Hāne na Mauiju.

## Potomstvo
Kalahumoku je oženio ženu zvanu Laʻamea; njihov je sin bio princ Iki-a-Laʻamea, koji je oženio Kalameju; ona mu je rodila sina zvanog Kamanawa-a-Kalamea, koji je oženio Kainu (Kaiʻua), od koje je dobio dijete zvano Onakaina, čiji je supružnik bio/bila Kuamakani. Njihovo je dijete bilo nazvano Kanahae-a-Kuamakani, čije je dijete bilo prozvano Kuleana-a-Kapiko. Dijete te osobe bila je Akahiakuleana, čiji je sin bio kralj ʻUmi-a-Liloa.